# Крістіна Россетті
Крістіна Джорджина Россетті (англ. Christina Georgina Rossetti, 5 грудня 1830 — 29 грудня 1894) — англійська феміністська поетеса, одна з найкращих поетес вікторіанської епохи. Відзначена на Поверсі спадщини Джуді Чикаго. Темами її поезії є думки: як гідно зустріти смерть, втішити близьких, полегшити розлуку.
Братом Крістіни Россетті був живописець і поет Данте Габріель Россетті.

## Життєпис
Народилася в Шарлотт-стріт (зараз 105 Халлем Стріт), Лондон. Батько, Габріель Россетті, італійський літературний критик, поет-романтик і вчений, емігрував до Лондона в 1824 році, мати — Френсіс Полідорі. Мала двох старших братів і сестру: Данте Габріель став впливовим художником і поетом, Вільям Майкл і Марія обрали письменництво.
Крістіна прочитала своє перше оповідання матері, перш ніж навчилася писати. Здобула освіту вдома від матері й батька, які займалися дослідженням релігійніх творів, казок і романів. Захоплювалася роботами Кітса, Скотта, Енни Редкліфф і Метью Льюїса. Роботи Данте, Петрарки та інших італійських письменників заповнювали будинок, що пізніше матиме глибокий вплив на тексти Россетті. Родинний будинок, відкритий для відвідування італійських вчених, художників і революціонерів, і, як сімейні будинки в Блумсбері й пізніше в Шарлотт-стріт, був недалеко від лондонського зоопарку і парку регента, який Крістіна регулярно відвідувала; на відміну від своїх батьків, Крістіні дуже подобався Лондон, тут вона була щасливою дитиною. Бувши молодшою і, за спогадами брата Вільяма, «найменш книжковою» серед дітей Россетті, Крістіна чимало почерпнула з розмов і гарячих літературних суперечок в будинку. Через все життя пронесла безмежну відданість родині, щиро захоплювалася успіхами братів, які отримали, на відміну від неї, прекрасну класичну освіту, недоступну жінці. Не роздумуючи, долучилася до прерафаелітів, коли брати заснували Братство прерафаелітів. Своїм успіхом журнал «Атенеум», який вони видавали, чимало зобов'язаний віршам Крістіни.
У 1840-х сім'я Росетті зіткнулася з фінансовою скрутою через погіршення фізичного і психічного здоров'я батька (у 1843 діагностовано бронхіт, можливо, туберкульоз, почав падати зір). Батько віддав свою викладацьку посаду в Королівському коледжі, і хоча він прожив ще 11 років, він хворів на депресію й ніколи не був фізично здоровий. Мати Крістіни Френсіс почала викладати, щоб зберегти сім'ю від убогості, Марія працювала гувернанткою. У цей час Вільям працював на акцизному бюро в художній школі, в результаті чого життя Крістіни проходило в будинку у повній ізоляції від світу. У 14 років стався нервовий зрив, і вона покинула школу. Почалася депресія та різні захворювання. У цей період Крістіна, її мати й сестра зацікавились англо-католицьким рухом, що розвивався в Церкві Англії. Релігійна відданість стала грати важливу роль в житті Россетті.
В пізньому пубертаті Россетті заручилася з художником Джеймсом Коллінзом, одним з засновників авангардної мистецької групи, прерафаелітів Братства (1848). Заручини були розірвані в 1850 році. Пізніше Росетті зустрічалася з лінгвістом Чарльзом Кейлі, але відмовилася від шлюбу також з релігійних причин. Третя пропозиція надійшла від художника Джона Бретта, її також було відхилено.
Россетті позувала братові для його кількох найвідоміших картин: у 1848 році в образі Діви Марії й в інших релігійних образах, які надихали її віршувати.
У 1849 році Крістіна Росетті серйозно захворіла, у неї була депресія і близько 29 грудня 1894 року вона померла від раку і була похована на відомому лондонському кладовищі Хайгейт.
На початку XX століття, у зв'язку з розвитком модернізму поезія Крістіни Россетті виявилася забутою і була знову відкрита вже в 1970-х роках. Сучасна англійська критика відводить їй помітне місце серед поетів вікторіанської епохи.

### Творчість
Про непересічність особистості Россетті найкраще свідчать її вірші. Вона писала їх все життя, з самого дитинства. Завжди вільно і легко, без видимих зусиль справляючись з найважчими поетичними формами. Поетичний дар дівчинка успадкувала від батька, який викладав в Лондоні італійську мову і літературу. Для таланту в домі Россетті склалась сприятлива обстава: любов батьків, скромність побуту на межі з аскетизмом, постійна присутність в будинку богеми літератури та мистецтва.
Перший віршований збірник Росетті опублікував її дід, коли їй виповнилося дванадцять.
У тридцятирічному віці написала вірш «В гору», що часто відкриває або завершує її поетичні збірки як найкращий.
В юному віці створила й інші відомі свої вірші — «Пам'ятай» і «Коли я помру».
«Прерафаелітським шедевром» заведено вважати найбільший твір Россетті — казкову поему «Базар гоблінів», написану в 1858 році. Мова в ній про гоблінів — підступних торговців, що мають напівзвіриний вигляд і людські звички. Россетті створила ряд віршів і оповідань, частково оздоблених ілюстраціями брата Данте. Опублікований у 1862 році твір став її візитною карткою і сильно налякав вікторіанське суспільство. Його забороняли читати юним дівчатам і навіть вважали розпусним, адже трактування, якому його піддавали вікторіанські пані та панове, в першу чергу, характеризувало саме суспільство.
Вірші для дітей — ще одна грань творчості Россетті. Досвід, набутий Крістіною в юності під час допомоги матері викладати в приватній школі, згодом дуже їй знадобився: вона написала кілька казок, в тому числі й прозових, а також безліч дитячих віршів. У 1872 році опублікована її збірка «Дінь-дон» («Sing-Song»), що увійшла до золотого фонду англійської літератури для дітей.